# Psusennes II
Psusennes II (Titkheperure o Tyetkheperre, grec Ψουσέννης o Hor-Pasebakhaenniut II, egipci ḥr-p3-sb3-ḫˁỉ-<n>-nỉwt fou el darrer faraó de la dinastia XXI. El seu nom reial vol dir "Imatge de la transformació de Ra". És considerat el mateix personatge que el gran sacerdot d'Amon Psusennes III. Fou per tant a més de faraó (successor de Siamon), gran sacerdot d'Amon a Tebes, i era fill de Pinedjem II i d'Istemkheb. La seva filla Maatkare fou la gran esposa reial d'Osorkon I. Manetó li atribueix un regnat de 14 anys (en una còpia 35), però els experts s'inclinen a pensar que en són 15 (vers 967 a 953 aC) i més modernament s'ha establert la hipòtesi de 24 anys (967-943 aC).
Va construir la seva tomba a Tanis a la necròpolis reial arranjada dins el gran temple d'Amon; però la tomba no ha pogut ser identificada precisament. El cos del rei fou trobat a l'antecambra de la tomba del seu ancestre Psusennes I per Pierre Montet el 1940, molt damnada per les condicions d'humitat existents (reduïda a esquelet), i que hauria estat portada allí en una data desconeguda pels sacerdots de Tanis, per preservar-la del saqueig (la tomba de Psusennes I feia funcions d'amagatall de mòmies reials). La mòmia estava al costat de la de Sheshonq II. El sarcòfag en el que el rei hauria estat enterrat devia ser de fusta i es va podrir oper degradació com tota la matèria orgànica de la tomba. S'hi van trobar vasos canopis i alguns ushebtis (poteria fragmentada) portant el seu nom el que va permetre la seva identificació. Un gran nombre dels servidors funeraris del rei, descoberts a Tanis, presenten característiques femenines. De les vora 400 figures funeràries del rei només una petita part ha arribat al Museu d'Antiguitats Egípcies i a col·leccions privades i la resta va desaparèixer als anys 1940.